# Heimatbund Allgäu

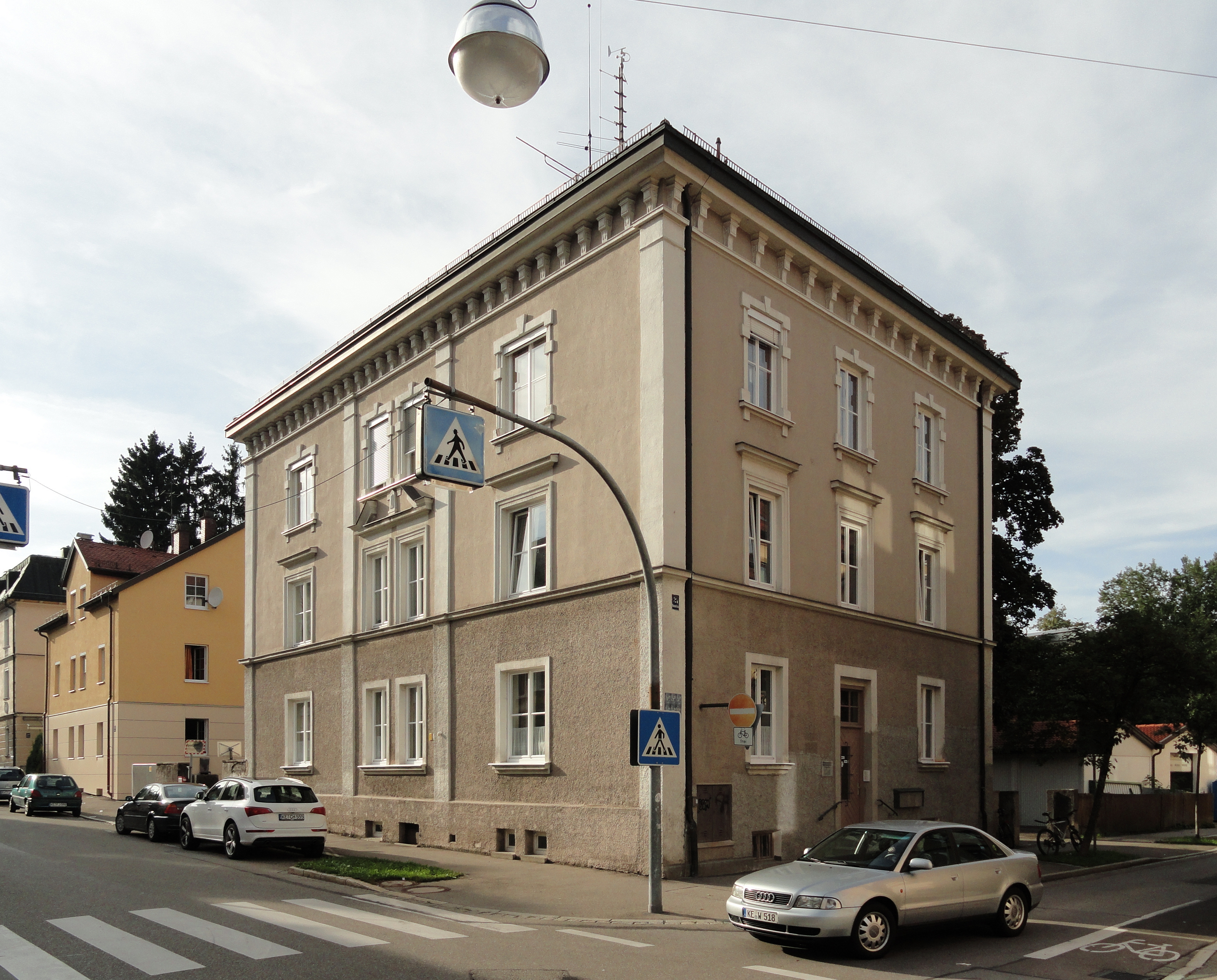
Geschäftssitz des Heimatbundes Allgäu in Kempten

Der Heimatbund Allgäu e. V. (HBA) ist der gemeinnützige Dachverband der Vereine, die im Allgäu und Teilen von Mittelschwaben Heimatpflege im weitesten Sinne betreiben (Landschafts- und Naturschutz, Denkmal- und Brauchtumspflege sowie von Tracht, Musik und Laienspiel, Heimatforschung, Museen, Mundart, Tourismus). Er ist der einzige Verband, der das Allgäu und weite Teile Mittelschwabens über alle Verwaltungsgrenzen hinweg, umfasst. Eingetragen ist er in das Vereinsregister des Amtsgerichts Kempten (Allgäu) (VR 47). Vierteljährlich gibt der Verband sein Magazin Heimat Allgäu heraus.

## Geschichte
Erste Absichten, einen Verband für Allgäuer Heimatvereine einzuführen, wurden am 23. Februar 1948 getroffen. Es trafen sich unter anderem Alfred Weitnauer und Otto Merkt zu einer Gründungsversammlung, um den damals noch als Heimatdienst Allgäu benannten Heimatverein Kempten umzustrukturieren. Aufgrund von Einschränkungen durch die amerikanische Militärregierung waren Umstrukturierungen nicht möglich, und so entschieden sich die Gründungsväter für die Eintragung des Verbandes als Verein am 7. Dezember 1948. Dem Verband trat auch der Kemptener Ortsverein bei.

## Bezeichnung
Vorgängerinstitution war der Verband Heimatdienst Allgäu. Für Verwirrung sorgt die zeitgleiche ähnliche Bezeichnung des heutigen Heimatvereines Kempten als Heimatdienst Allgäu.

## Mitgliedschaft
Derzeit hat der Verband etwa 37 Mitgliedsvereine mit zusammen über 8.000 Mitgliedern.
- Heimatgeschichtlicher Verein Buchenberg e. V.
- Heimatdienst Buxheim e. V.
- Heimatdienst Dirlewang e. V.
- Verein für Heimat, Museum und Geschichte der Gemeinde Durach e. V.
- Geschichts- und Heimatverein Eglofs e. V.
- Heimatpflege Markt Erkheim e. V.
- Museumsverein Hergensweiler
- Heimatverein Immenstadt e. V.
- Heimatverein Kaufbeuren e. V.
- Allgäuer Burgenverein e. V.
- Heimatverein Kempten e. V.
- Unterillertaler Kempten e. V., Allgäuer Heimat- und Volkstrachtenverein
- Volkshochschule & Sing- und Musikschule Kempten (Allgäu) e. V.
- D'Schellenberger Kisslegg e. V.
- Heimatdienst Illertal e. V.
- D'Schellenberger Kisslegg e. V.
- Heimatdienst Legau
- Fördergemeinschaft Heimatpflege Leutkirch
- Heimattag für den Landkreis Lindau (Bodensee) e. V.
- Heimatverein Marktoberdorf
- Historischer Verein Memmingen e. V.
- Arbeitskreis Heimatkunde Obergünzburg
- Heimatdienst Oberstaufen
- Heimatverein Pfronten e. V.
- Heimatverein Ratzenried e. V.
- Westallgäuer Heimat- und Theaterverein 1947 e. V.
- Burgfreunde Sulzberg e. V.
- Altstadt- und Museumsverein Wangen im Allgäu e. V.
- Arbeitsgemeinschaft Heimatpflege im württembergischen Allgäu
- Deuchelrieder Heimatverein e. V.
- Heimatdienst Ottobeuren
- Heimatverein Wolfertschwenden
- Westallgäuer Heimatverein e. V.
- Kultur- und Heimatverein Günz e. V.
- ILKA – Initiative Landschaftsschutz Kempter Wald und Allgäu e. V.
- Geschichtsfreunde Siggen e. V.
- Förderverein Schloss Waldburg e. V.

## Ehrenpreise
Seit 1963 verleiht der Heimatbund den Allgäuer Ehrentaler an Personen für Verdienste um die Allgäuer Heimat und seit 1999 den Magnusstab an Vereine für ihre Verdienste um die Heimatpflege.